# ペルダズデフォーグ
ペルダズデフォーグ（イタリア語: Perdasdefogu）は、イタリア共和国サルデーニャ自治州ヌーオロ県にある、人口約1,800人の基礎自治体（コムーネ）。

## 地理

### 位置・広がり

#### 隣接コムーネ
隣接するコムーネは以下の通り。括弧内のSUは南サルデーニャ県所属を示す。
- エスカラプラーノ (SU)
- セウーイ (SU)
- ウラッサイ
- ヴィッラプッツ (SU)